# Zilda Arns
Zilda Arns Neumann (Forquilhinha (Brazilië), 25 augustus 1934 - Port-au-Prince (Haïti), 12 januari 2010) was een Braziliaans kinderarts. Zij was de dochter van Duitse migranten en de zus van de Braziliaanse aartsbisschop en kardinaal Paulo Evaristo Arns. Zij wilde eerst missionaris worden, maar toen ze zag hoe de mensen in het noorden trilden van de malariakoorts, besloot ze geneeskunde te gaan studeren.
Zij studeerde geneeskunde om te kunnen werken voor de arme kinderen en werkte verschillende jaren in het kinderziekenhuis César Pernetta van Curitiba in Brazilië. Arns Neumann was de stichtster en internationaal coördinatrice van de Oecumenische vereniging Pastorale voor kinderen (Pastoral da Criança). Haar leven was gewijd aan arme kinderen en hun zwangere moeders. Ze voerde een soort serum in van suiker, zout en water dat vele kinderen redde van uitdroging door diarree. Ze legde de nadruk er ook op dat de moeders hun kroost tot minstens zes maanden na de geboorte met borstmelk moeten voeden, daar deze het kind beschermde tegen ziektes. Voor vele arme mensen was zij de Braziliaanse "Moeder Teresa van Calcutta".
Van 1994 tot 1996 was zij lid van de Nationale Raad van Brazilië voor de rechten van kinderen en jongeren. Vanwege haar zendelingenwerk behoorde zij in 2006 tot de 191 genomineerden voor de Nobelprijs voor de Vrede. Zij overleed als slachtoffer bij het instorten van een kerkgebouw als gevolg van de aardbeving van 2010 op Haïti, toen zij daar op zending was, om de "Conferentie van de Religieuzen" te helpen.